# Большое Горнальское городище
Большое Горнальское городище — крупный племенной центр северян, часть археологического комплекса Горналь. Городище расположено на берегах реки Псел в Суджанском районе Курской области России. Археологически входит в состав роменско-борщевской культуры. Д. Я. Самоквасовым была проведена шурфовка Ратского и Большого Горнальского (Белогорского) городища. Исследовано в 1970-х годах.
Городище располагалось на высоком берегу реки и было огорожено рвом и насыпным валом. В центре поселения располагалась площадь. Жилища представлены прямоугольными землянками с двускатными крышами. В X веке после пожара поселение укрепляется частоколом из брёвен. 
У северной границы поселения располагался огромный курганный могильник (2000 насыпей). Археологические исследования показали, что ряд курганов этого могильника содержит погребения, совершенные ещё по языческим обрядам, предусматривавшим сожжение покойного на погребальном костре.
Обнаружены украшения в виде семилучевых височных колец и амулет из медвежьего клыка
На Большом Горнальском городище исследована большая хозяйственная постройка для хранения и переработки зерна. В большом, практически наземном прямоугольном помещении столбовой конструкции располагалось шесть зерновых ям, а также несколько жерновов.
Большое Горнальское городище имело целый ряд признаков протогорода. Около середины X в. в его центре на ранее свободной площадке была возведена нетипичная для роменцев обширная двухкамерная постройка с большими хранилищами. В ней был обнаружен богатый инвентарь (серебряные браслеты и семилучевые височные кольца, монеты), который свидетельствует о высоком социальном статусе владельцев. Картина Горналя вполне соответствует месту проживания «князя» племенного княжения. ...».